# Jeddah Corniche
La località di Jeddah Corniche è una zona turistica costiera, lunga 30 chilometri, situata sul Mar Rosso, a ovest della città di Gedda, in Arabia Saudita.
A Jeddah Corniche si trova la fontana Re Fahd, il più alto getto d'acqua del mondo.
Qui è stato allestito dall'architetto Hermann Tilke il Jeddah Corniche Circuit, circuito cittadino non permanente di Formula 1, che ha ospitato il Gran Premio d'Arabia Saudita per la stagione 2021 e 2022.